# Vulpia cynosuroides
Vulpia cynosuroides là một loài thực vật có hoa trong họ Hòa thảo. Loài này được (Desf.) Parl. miêu tả khoa học đầu tiên năm 1842.